# Gœrlingen
Goerlingen es una localidad y comuna francesa situada en el departamento de Bajo Rin, en la región de Alsacia. Tiene una población de 206 habitantes (según censo de 1999) y una densidad de 55 h/km².

## Historia
Goerlingen es citada por primera vez en el 1314 con el topónimo de "Geroldingen". Situada en torno al arroyo "Bruschbach", el territorio conserva vestigios prehistóricos y asentamientos del periodo romano. Durante la Alta Edad Media la localidad fue una dependencia feudal de la abadía de Wissembourg para pasar a ser posesión más tarde del Conde de Nassau-Saarbrücken. A principios del siglo XVI la villa se encontraba abandonada hasta que a partir del 1559 fue reocupada con población de confesión huguonote.

## Demografía
El crecimiento demográfico en esta comuna francesa de Alsacia ha evolucionado muy lentamente, debido a las pocas posibilidades de la zona, en el año 1962 había un censo de 156 habitantes, los últimos registros de las bases de datos oficiales (Resencement de la population francaise, INSEE) de 1999, indican una total de 206 habitantes en la región (se ha de contemplar que se habla de datos de censo oficiales).